# Василів (гміна Ульгівок)
Василів (пол. Wasylów) — селище (осада) в Польщі, розташоване в Люблінському воєводстві Томашівського повіту, гміни Ульгівок. Населення — 102 особи (2011).

## Історія
Село належало до Равського повіту. На 01.01.1939 в селі проживало 1120 мешканців, з них 780 українців-грекокатоликів, 220 українців-римокатоликів, 20 поляків, 80 польських колоністів міжвоєнного періоду, 20 євреїв.